# Munich (singolo)
Munich è il secondo singolo estratto dall'album d'esordio The Back Room della band inglese alternative rock degli Editors. Fu pubblicato ufficialmente il 18 aprile 2005 e fu emesso nuovamente il 2 gennaio 2006.
Il video musicale, girato in bianco e nero, rappresenta degli atleti impegnati in varie discipline sportive. Sia il titolo del brano sia il video sono riferiti al massacro di Monaco, quando, durante le olimpiadi del 1972, furono sequestrati e uccisi 17 atleti israeliani per opera dell'organizzazione palestinese Settembre Nero.

## Tracce

### Vinile
1. Munich
2. Disappear

### CD
1. Munich
2. Release

### Maxi CD
1. Munich
2. Crawl Down the Wall
3. Colours

## Curiosità
La canzone è stata inserita nei videogiochi Fifa Street 2 e Saints Row.